# 호률

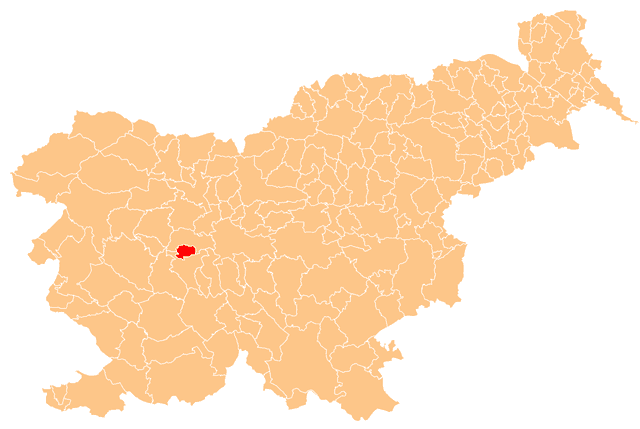
호률의 위치

호률(슬로베니아어: Horjul)은 슬로베니아의 도시로 면적은 32.5km2, 높이는 339m, 인구는 2,622명(2002년 기준), 인구 밀도는 80.7명/km2이다.